# Quchan
Quchan (persiska قوچان) är en stad i nordöstra Iran. Den ligger i provinsen Razavikhorasan och har cirka 100 000 invånare.